# 潕水
潕水，一作舞水、㵲水，是中国古代汝水右岸一条支流，源出今河南省方城县东，东流至舞阳县南，至西平县东注入汝水。元代至正年间西平以上汝水截流，潕水遂为南汝正源。后于今舞阳县西南保和乡卸甲店将潕水堵死，上游河水导入澧河，形成今甘江河，而卸甲店以下的潕水为今洪溪河及上蔡以上至合水村间的小洪河。明代嘉靖九年（1530年）西平、遂平间汝水淤断，潕水改道东出澺水。因西平境内潕水本有洪河之称，此后遂统称潕、澺全流为洪河。今舞阳县即以位于潕水之阳而得名。

## 参看
元朝代汝水截流，澧河，洪河